# Tupuji Imere
El Tupuji Imere Football Club es un equipo de fútbol de la ciudad de Port Vila, Vanuatu.

## Futbolistas
A pesar de nunca destacarse a nivel local, tanto en la liga local como en la VFF Bred Cup, es un equipo del que han salido jugadores que llegaron a la selección nacional, como Chikau Mansale, Derek Malas o Seule Soromon.

## Palmarés
- Liga de Fútbol de Port Vila (1): 2018.
- Copa LBF (1): 2002.
- TVL Smile Cup (1): 2016.

- Datos: Q2080402